# Antonin Artaud
Antoine Marie Joseph Paul Artaud, poznatiji kao Antonin Artaud (Marseille, 4. rujna 1896. – Ivry na Seini, 4. ožujka 1948.), bio je francuski dramatičar, pjesnik, glumac i kazališni redatelj. Antonin je umanjenica oblik Antoine "mali Antoine", i bio je među nizom imena koji je Artaud koristio tijekom svoje spisateljske karijere.
Po njemu se zove nagrada Antonin Artaud. Utemeljio je kazalište okrutnosti.

## Vanjske poveznice
- Bulletin international Antonin Artaud  Arhivirana inačica izvorne stranice od 19. studenoga 2011. (Wayback Machine)
- Djela Antonina Artauda (javno dobro u Kanadi)